# Liste der Baudenkmäler in Loitzendorf

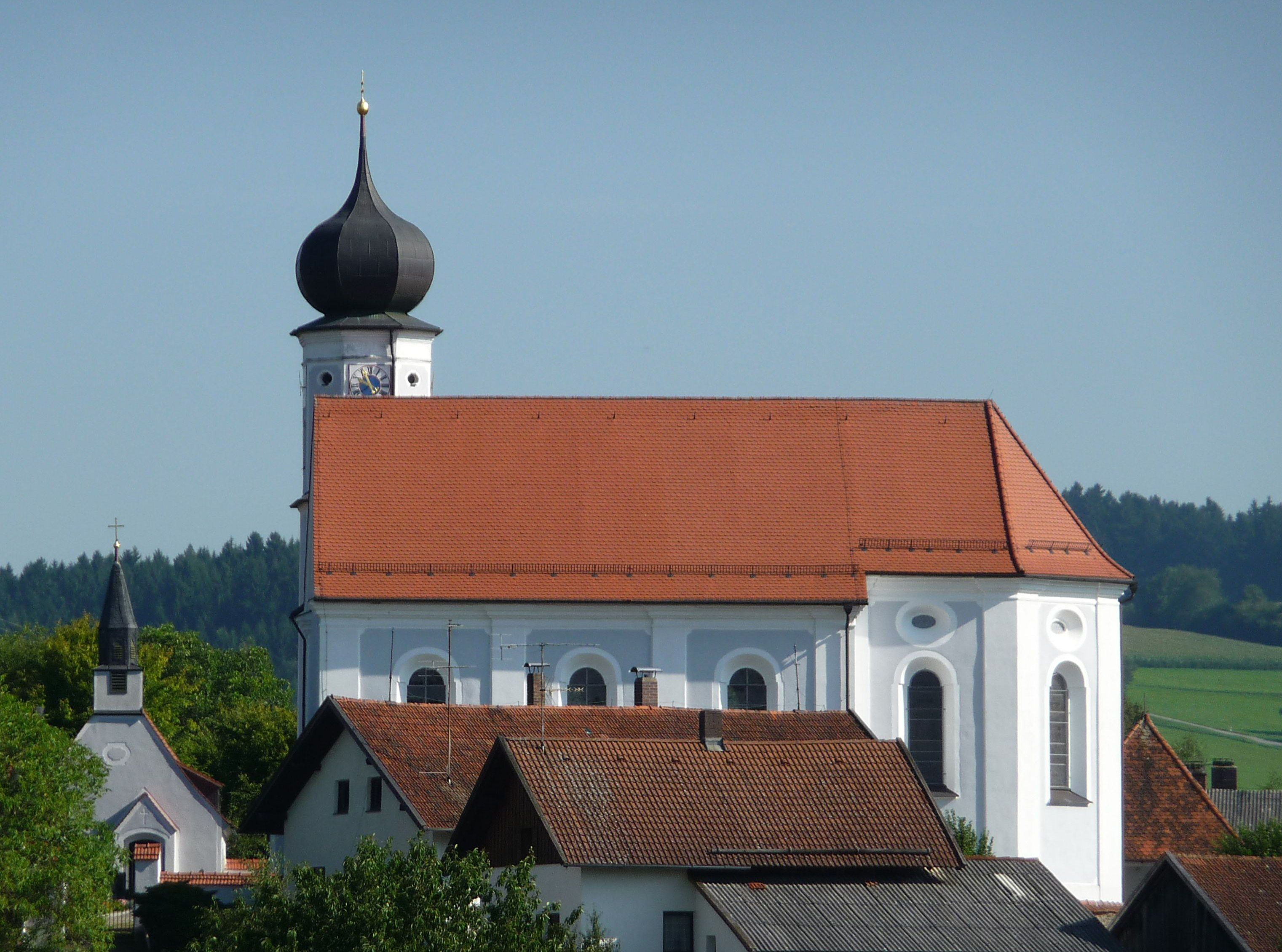
Pfarrkirche in Loitzendorf

Auf dieser Seite sind die Baudenkmäler in der niederbayerischen Gemeinde Loitzendorf zusammengestellt. Diese Tabelle ist eine Teilliste der Liste der Baudenkmäler in Bayern. Grundlage ist die Bayerische Denkmalliste, die auf Basis des Bayerischen Denkmalschutzgesetzes vom 1. Oktober 1973 erstmals erstellt wurde und seither durch das Bayerische Landesamt für Denkmalpflege geführt wird. Die folgenden Angaben ersetzen nicht die rechtsverbindliche Auskunft der Denkmalschutzbehörde.

## Baudenkmäler nach Ortsteilen

### Loitzendorf
| Lage                          | Objekt                                | Beschreibung | Akten-Nr.    | Bild           |
| ----------------------------- | ------------------------------------- | --- | ------------ | -------------- |
| Baderstraße 4 (Standort)      | Kleinhaus in Blockbau                 | mit Giebelschrot und geschnitzten Säulen, Anfang 19. Jahrhundert | D-2-78-147-8 | BW             |
| Dorfplatz 1 (Standort)        | Zweigeschossiger Blockbau             | erstes Drittel 19. Jahrhundert, Dach später | D-2-78-147-3 | BW             |
| Kirchplatz 1 (Standort)       | Katholische Pfarrkirche St. Margareta | Neubau 1721/23 von Johann Sohrer, Turmunterbau spätgotisch, 1712 erhöht; mit Ausstattung Friedhofsbefestigung, 16. bis 18. Jahrhundert Friedhofskapelle St. Michael, 1712 über älterem Kern erbaut; mit Ausstattung | D-2-78-147-1 | weitere Bilder |
| Nähe Baderstraße (Standort)   | Hierzu stattlicher Stadel             | Mit Steilsatteldach, verschalter Ständerbau, erste Hälfte 19. Jahrhundert | D-2-78-147-2 | BW             |
| Obere Dorfstraße 1 (Standort) | Ehemaliges Kleinbauernhaus            | Modern verputzter Blockbau mit bemaltem Baluster-Schrot und mittelsteilem Dach, erste Hälfte 19. Jahrhundert | D-2-78-147-9 | BW             |
| Schmiedstraße 1 (Standort)    | Flachdachhaus                         | Mit Blockbau-Kniestock und Dorfschmiede unter einem Dach, Anfang 19. Jahrhundert | D-2-78-147-5 | BW             |
| Wagnerweg 3 (Standort)        | Mitterstallhaus                       | Verputzter Blockbau mit bemalten Pfettenköpfen, Kern Mitte 18. Jahrhundert | D-2-78-147-6 | BW             |

### Blüthensdorf
| Lage                      | Objekt        | Beschreibung | Akten-Nr.     | Bild |
| ------------------------- | ------------- | --- | ------------- | ---- |
| Blüthensdorf 2 (Standort) | Wohnstallhaus | Eineinhalbgeschossiger zum Teil offener Blockbau, im Kern 2. Hälfte 17. Jahrhundert Stattlicher Traidkasten, Obergeschoss-Blockbau auf massivem Unterbau, Flachdach, 2. Hälfte 17. Jahrhundert | D-2-78-147-10 | BW   |

### Edenhof
| Lage                 | Objekt      | Beschreibung                         | Akten-Nr.     | Bild |
| -------------------- | ----------- | ------------------------------------ | ------------- | ---- |
| Edenhof 1 (Standort) | Kapellenbau | Bezeichnet mit 1843; mit Ausstattung | D-2-78-147-12 | BW   |

### Gittensdorf
| Lage                           | Objekt                 | Beschreibung                                                       | Akten-Nr.     | Bild |
| ------------------------------ | ---------------------- | ------------------------------------------------------------------ | ------------- | ---- |
| Gittensdorf 10 (Standort)      | Wohnstallhaus          | Mit Blockbau-Obergeschoss und Giebelschrot, Anfang 19. Jahrhundert | D-2-78-147-14 | BW   |
| Nähe Marchinger Weg (Standort) | Kleiner Kapellenbau    | 19. Jahrhundert; nördlich des Ortes                                | D-2-78-147-15 | BW   |
| Sohler (Standort)              | Schlichter Kapellenbau | Errichtet 1928; östlich des Ortes                                  | D-2-78-147-16 | BW   |

### Heubeckengrub
| Lage                       | Objekt        | Beschreibung | Akten-Nr.     | Bild |
| -------------------------- | ------------- | --- | ------------- | ---- |
| Heubeckengrub 1 (Standort) | Wohnstallhaus | Zum Teil in Blockbau, Nordgiebel bezeichnet mit 1787 Bemerkenswerter Traidkasten, massiver Unterbau mit eichenem Türgerüst, darüber Blockbau und Flachdach mit Taubenkobel und halbem Bretterschrot, Unterbau 1. Hälfte 16., Oberteil 17. Jahrhundert | D-2-78-147-17 | BW   |
| Heubeckengrub 3 (Standort) | Kapellenbau   | Errichtet 1820 und 1846; mit Ausstattung | D-2-78-147-18 | BW   |

### Höhenstadl
| Lage                    | Objekt | Beschreibung | Akten-Nr.     | Bild |
| ----------------------- | ------ | --- | ------------- | ---- |
| Höhenstadl 3 (Standort) | Stadel | Verbretterte Ständerkonstruktion, 18. Jahrhundert Ehemaliger Traidkasten, später wohl Austragshaus, Blockbau auf massivem Untergeschoss, 18./19. Jahrhundert, zugehöriger Erdkeller | D-2-78-147-20 | BW   |

### Kager
| Lage               | Objekt                     | Beschreibung                                                           | Akten-Nr.     | Bild           |
| ------------------ | -------------------------- | ---------------------------------------------------------------------- | ------------- | -------------- |
| Kager 8 (Standort) | Ehemaliges Kleinbauernhaus | Im Waldlertypus, zum Teil lehmverklebter Blockbau, 18./19. Jahrhundert | D-2-78-147-21 | weitere Bilder |

### Kleinfeld
| Lage                   | Objekt                                            | Beschreibung                                                    | Akten-Nr.     | Bild |
| ---------------------- | ------------------------------------------------- | --------------------------------------------------------------- | ------------- | ---- |
| Kleinfeld 1 (Standort) | Bemerkenswertes Wohnstallhaus eines Dreiseithofes | Mit Blockbau-Obergeschoss und Traufschrot, Ende 18. Jahrhundert | D-2-78-147-22 | BW   |

### Obermannbach
| Lage                      | Objekt      | Beschreibung                                            | Akten-Nr.     | Bild |
| ------------------------- | ----------- | ------------------------------------------------------- | ------------- | ---- |
| Obermannbach 3 (Standort) | Waldlerhaus | Mit Giebelschrot, gegen Mitte 19. Jahrhundert, erneuert | D-2-78-147-24 | BW   |

### Rißmannsdorf
| Lage                                         | Objekt                     | Beschreibung                                                | Akten-Nr.     | Bild |
| -------------------------------------------- | -------------------------- | ----------------------------------------------------------- | ------------- | ---- |
| Rißmannsdorf 1 (Standort)                    | Ehemaliges Kleinbauernhaus | Erdgeschossig mit Giebelschrot, gegen Mitte 19. Jahrhundert | D-2-78-147-27 | BW   |
| Rißmannsdorf 16; Rißmannsdorf 16a (Standort) | Waldlerhaus                | In Blockbau mit Giebelschrot, 1. Drittel 19. Jahrhundert    | D-2-78-147-26 | BW   |

### Rottensdorf
| Lage                     | Objekt     | Beschreibung                                                                       | Akten-Nr.     | Bild |
| ------------------------ | ---------- | ---------------------------------------------------------------------------------- | ------------- | ---- |
| Rottensdorf 1 (Standort) | Bauernhaus | Mit Blockbau-Obergeschoss, Walmdach und umlaufendem Schrot, Anfang 19. Jahrhundert | D-2-78-147-28 | BW   |

### Stockwies
| Lage                   | Objekt      | Beschreibung                 | Akten-Nr.     | Bild |
| ---------------------- | ----------- | ---------------------------- | ------------- | ---- |
| Stockwies 1 (Standort) | Waldlerhaus | Erste Hälfte 19. Jahrhundert | D-2-78-147-29 | BW   |

### Streitberg
| Lage                     | Objekt          | Beschreibung                                                                                    | Akten-Nr.     | Bild |
| ------------------------ | --------------- | ----------------------------------------------------------------------------------------------- | ------------- | ---- |
| Streitberg 8 (Standort)  | Kleinbauernhaus | In Blockbau, mit Steilsatteldach, 1. Hälfte 19. Jahrhundert                                     | D-2-78-147-31 | BW   |
| Streitberg 10 (Standort) | Waldlerhaus     | Mit halbem Schrot und weit ausladendem Dach, Blockbau eines Dreiseithofes, Ende 18. Jahrhundert | D-2-78-147-30 | BW   |